# Tonaca fibrosa
La tonaca fibrosa dell'occhio è la più esterna delle tre tonache concentriche che costituiscono il bulbo oculare.
La tonaca fibrosa è formata dalla cornea, che rappresenta il sesto anteriore ed è traslucida, e dalla sclera, che rappresenta invece i cinque sesti posteriori. La tonaca sottostante intermedia è formata dall'uvea, e garantisce il supporto vascolare per la tonaca soprastante.